# Stade de Kocaeli
 (septembre 2018).
Si vous disposez d'ouvrages ou d'articles de référence ou si vous connaissez des sites web de qualité traitant du thème abordé ici, merci de compléter l'article en donnant les références utiles à sa vérifiabilité et en les liant à la section « Notes et références ».
Le stade de Kocaeli ou İzmit Stadium, se situe à İzmit en Turquie. Il remplace le stade İsmet-Paşa. Le club de Kocaelispor y évolue. Sa capacité totale du stade est de 34 829 places, dont 48 loges.

## Histoire
Le stade fait partie des enceintes proposées par la Turquie dans le cadre de sa candidature pour l'Euro 2024.